# Pyrisitia pyro
Pyrisitia pyro är en fjärilsart som först beskrevs av Jean Baptiste Godart 1819.  Pyrisitia pyro ingår i släktet Pyrisitia och familjen vitfjärilar. Inga underarter finns listade.